# Rude Rich and the High Notes
Rude Rich and the High Notes ist eine niederländische Ska-Band.

## Bandgeschichte
Rude Rich and the High Notes wurden 1998 in Amsterdam gegründet. Im Jahr 1999 wurde das erste Album "The Right Track" bei Boombax Music (Niederlande) veröffentlicht. Im Jahr 2001 wechselte die Band zum deutschen Ska-Label Grover Records und veröffentlichte das zweite Studioalbum "Change The Mood". Neben ihrer eigenen Musik arbeitet die Band regelmäßig auch als Backing-Band für jamaikanische Ska-Sänger, wie Winston Francis und Derrick Morgan. Auch mit dem jamaikanischen Ska-Posaunisten Rico Rodriguez wurden Aufnahmen erstellt und Konzerte gespielt.

## Diskografie
- 1999: The Right Track (Boombax Music CD/LP)
- 2001: Change The Mood (Grover Records CD/LP)
- 2003: Derrick Morgan Live! (Grover Records CD/LP)
- 2004: Soul Stomp (Rude Rich Records CD/LP)
- 2006: Winston Francis 12" (Rude Rich Records EP)
- 2007: Winston Francis meets the High Notes (Rude Rich Records CD/LP)
- 2007: Derrick Morgan meets the High Notes In Amsterdam (Rude Rich Records CD)
- 2012: Tribute to the Greats (Grover Records cd/lp)